# Plein '40-'45
Plein '40-'45 is het centrale plein van de tuinstad Slotermeer in Amsterdam Nieuw-West. Het plein kreeg zijn naam in 1955 en herinnert aan de jaren van de Duitse bezetting van 1940 tot 1945. Op het plein staat sinds 1961 het Vrijheidscarillon. Het plein ligt aan de rand van de verzetsheldenbuurt.
Op het plein is een dagmarkt. In de jaren negentig is naast het plein een overdekt winkelcentrum met parkeergarage gebouwd, waar nu de belangrijkste winkels zijn gevestigd.
Het bekendste gebouw aan het plein is het Tuinstadhuis, gebouwd in 1962-'64 en ontworpen door de architecten Jan Anthonie Lucas en Henk Niemeijer, als hoofdkantoor van het NVV, later FNV. Tussen 1990 en 2010 was het kantoor in gebruik bij het toenmalige stadsdeel Geuzenveld-Slotermeer. Sinds 2010 is het gebouw in gebruik als kantoor van het stadsdeel Nieuw-West. Het later aangebouwde blauwe gedeelte naar ontwerp van Frans van Gool is tegenwoordig een hotel. Een ander hotel, Hotel Nieuw Slotania, bevindt zich al sinds 1955 tegenover het plein.
In het kader van "Asphalt art" werd in 2021/2022 het kunstwerk Surround sound gezet. Het was een vervolg op andere projecten als Tante Loekoe (een platte koe), het Glazen Huis (een kas) en Bleiland (speeltuintje).

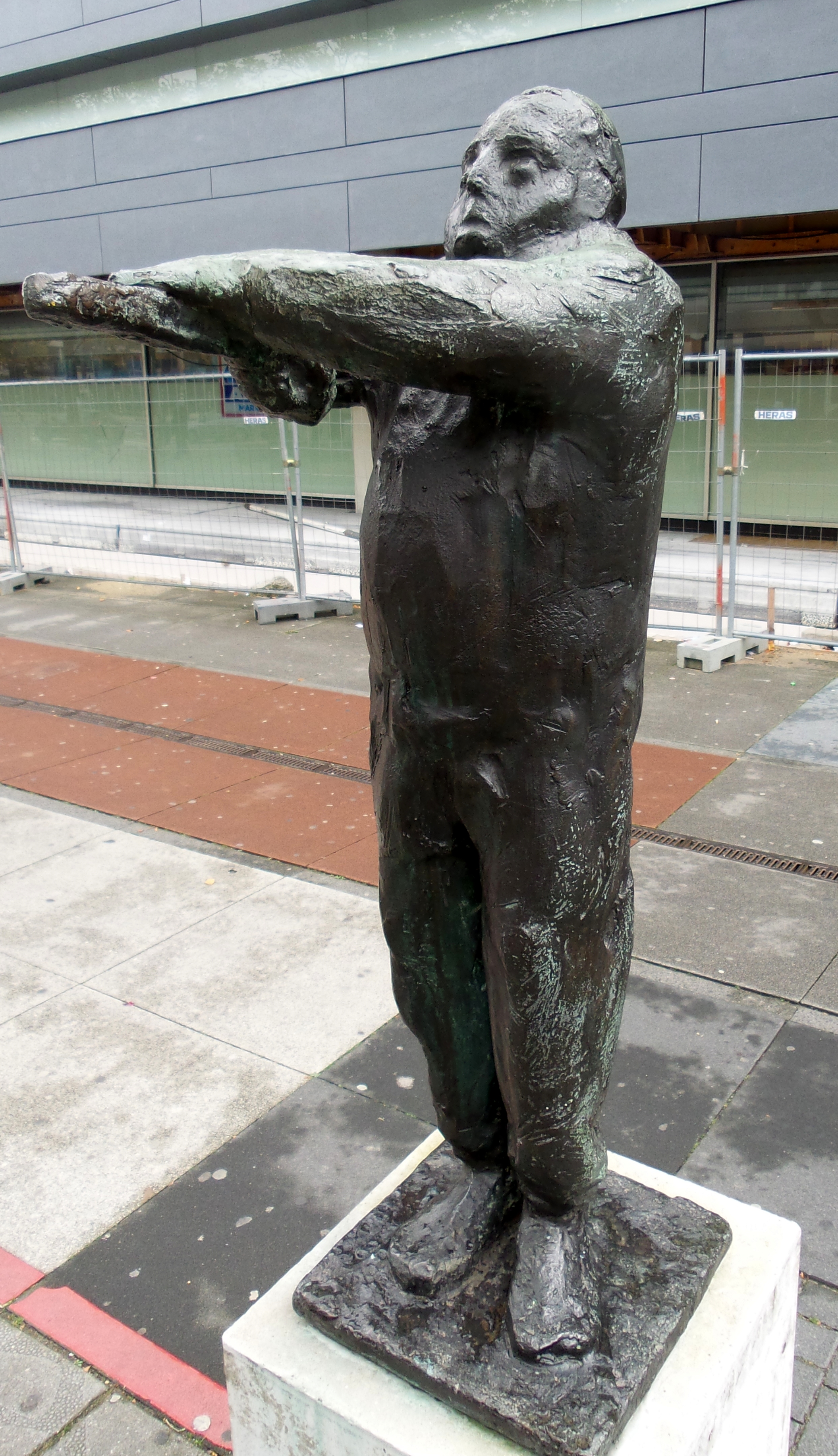
Op het plein ter hoogte van Hotel Nieuw Slotania staat het beeld de Hoogovenarbeider van Wilfried Put uit 1970
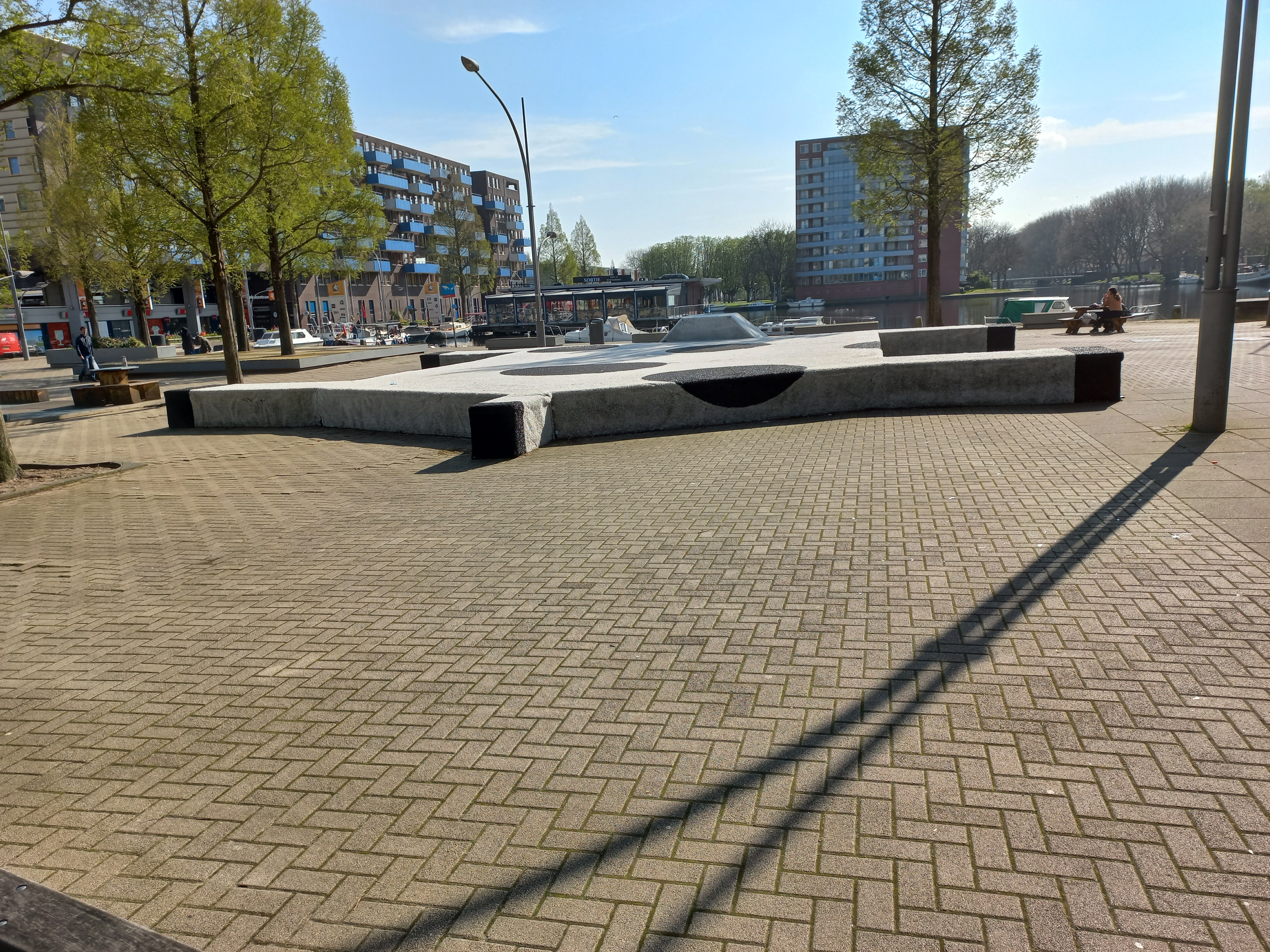
Tante Loekoe (platte koe; knuffelobject), speelobject (april 2022)